# Lilla gylet
Lilla gylet är en sjö i Osby kommun i Skåne och ingår i Skräbeåns huvudavrinningsområde.